# Lehtisiensaari (ö, lat 61,37, long 28,39)
Lehtisiensaari är en ö i Finland. Den ligger i sjön Saimen och i kommunen Ruokolax i den ekonomiska regionen  Imatra ekonomiska region  och landskapet Södra Karelen, i den södra delen av landet, 230 km nordost om huvudstaden Helsingfors. Öns största längd är 1,7 kilometer i öst-västlig riktning.